# Tikitiki
Tikitiki ist ein kleines Dorf im Gisborne District auf der Nordinsel von Neuseeland.

## Geographie
Das Dorf befindet sich rund 102 km nordnordöstlich von Gisborne zwischen dem Poroporo River und dem Waiapu River, der rund 6,5 km nordöstlich in den Pazifischen Ozean mündet. Das East Cape befindet sich rund 17 km nordöstlich des Dorfes. Der New Zealand State Highway 35 führt von Norden, von Te Araroa kommend, durch das Dorf und verbindet es weiter südlich mit Tokomaru Bay und Tolaga Bay.

## Geschichte
In Tikitiki gibt es eine 1924 als Denkmal für die aus dem Iwi Ngāti Porou stammenden und im Ersten Weltkrieg gefallenen Soldaten erbaute und 1926 geweihte Māori-Kirche, Saint Mary’s Church. In der Kirche befindet sich eine entsprechende Gedenktafel sowie eine Erinnerung an den Māori-Politiker Sir Apirana Ngata, auf dessen Initiative der Bau der Kirche, unter Verwendung traditioneller Handwerkstechniken der Māori, zurückgeht.

## Bildungswesen
Die Siedlung verfügt mit der Tikitiki School über eine Grundschule mit den Jahrgangsstufen 1 bis 6. Im Jahr 2016 besuchten 18 Schüler die Schule.